# Earth Quake
Earth Quake is een Amerikaanse powerpopband, geformeerd in het San Francisco-gebied in 1966, die tijdens de jaren 1970 verschillende albums uitbracht, meestal bij Beserkley Records.

## Bezetting
- John Doukas[3] (leadzang)
- Robbie Dunbar[4] (gitaar, piano, zang)
- Stan Miller[5] (basgitaar, zang)
- Steve Nelson[6] (percussie, zang)
- Gary Phillips[7] (gitaar, zang, leadzang)

## Geschiedenis
Oorspronkelijk geformeerd als Purple Earthquake, betrok de band zijn invloeden van rock- en bluesbands uit de jaren 1950 en 1960 als The Kinks, Muddy Waters en The Yardbirds en speelde tijdens de late jaren 1960 in clubs en balzalen in Californië. Ze werden geleid door Matthew King Kaufman, die voor hen een platencontract kreeg bij A&M Records, waar ze de twee albums Earth Quake (1971) en Why Don't You Try Me? (1972) uitbrachten, maar met weinig commercieel succes. Na frustratie te hebben ervaren over wat hij zag als de incompetentie van A&M Records in de omgang met de band en het ontvangen van enige compensatie voor het ongeoorloofde gebruik van hun muziek in de film The Getaway, richtte Kaufman in 1973 Beserkley Records op. Earth Quake bracht tussen 1975 en 1979 vier albums uit bij Beserkley, maar ook met andere muzikanten, waaronder Jonathan Richman (die zij steunden voor zijn opname uit 1974 van Roadrunner, Greg Kihn (die achtergrondzang zong op sommige van hun platen) en gitarist Gary Phillipet (aka Gary Phillips - voorheen van John Cipollinas Copperhead). De band ging in het begin van de jaren 1980 uit elkaar, hoewel in 2000 het compilatiealbum Sittin in the Middle of Madness werd uitgebracht. De eerste twee albums Earth Quake (1971) en Why Don't You Try Me (1972) werden opnieuw uitgebracht op 27 december 2004 bij Acadia Records.
Gary Phillips overleed in 2007 op 59-jarige leeftijd. John Doukas overleed op 19 maart 2011 in Zuid-Afrika op 62-jarige leeftijd.

## Discografie
- 1971: Earth Quake (A&M Records)
- 1972: Why Don't You Try Me? (A&M Record)
- 1975: Rocking The World (Beserkley)
- 1976: 8.5 (Beserkley)
- 1977: Leveled (Beserkley)
- 1978: Spitballs (Beserkley, multi-artiest compilatie)
- 1979: Two Years In A Padded Cell (Beserkley)
- 2000: Sittin in the Middle of Madness (compilatie, Castle Music, opnieuw uitgebracht in 2003)